# Klotjevac
Klotjevac (en serbe cyrillique : Клотјевац) est un village de Bosnie-Herzégovine. Il est situé dans la municipalité de Srebrenica et dans la république serbe de Bosnie. Selon les premiers résultats du recensement bosnien de 2013, il compte 41 habitants.

## Géographie
Klotjevac, également connu sous le nom de Klotijevac, est situé sur les bords de la Drina. Situé à une trentaine de minutes de Srebrenica.

## Histoire
Klotjevac, village musulman, a été bombardé en 1995 par les forces serbes depuis les montagnes. Les habitants, fuyant les bombardements, sont partis à pied vers Srebrenica par la forêt. Plusieurs personnes furent tuées dans leurs maisons ou dans la forêt. À Klotjevac, il  y a une plaque à la mémoire des victimes.

## Démographie

### Répartition de la population par nationalités (1991)
En 1991, le village comptait 308 habitants, répartis de la manière suivante :